# Scott Ross

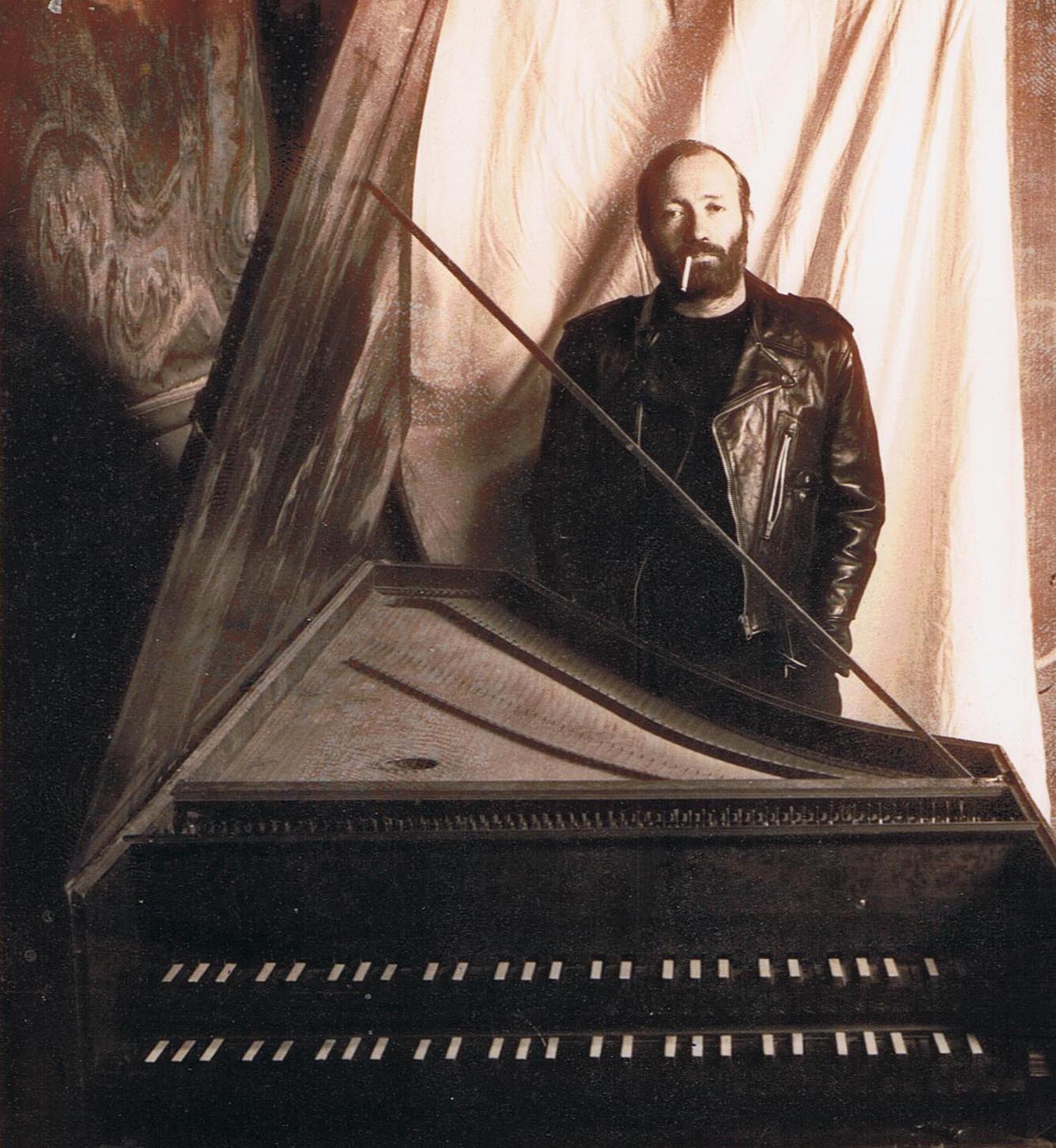
Scott Ross in Assas, 1985

Scott Ross (Pittsburgh, Pennsylvania, 1 maart 1951 – Assas (Hérault, Frankrijk), 13 juni 1989) was een Amerikaans klavecinist en organist.

## Levensloop
De vader van Ross was journalist en stierf toen de zoon vijf jaar was. Scott had ook nog een oudere broer. De moeder was publiciteitsontwerper en schilder. Toen hij zes was begon Scott aan het aanleren van piano en orgel. Dit ondanks het feit dat hij zwaar leed aan scoliose en zijn eerste levensjaren een korset moest dragen.
In 1964 verhuisde hij met zijn moeder naar Frankrijk. In 1968 pleegde zij zelfmoord. Hij leerde Pierre Cochereau (1924-1984), directeur van het Conservatorium in Nice kennen die hem aanmoedigde om zich in die school in te schrijven. Ross koos voor het klavecimbel als tweede instrument en studeerde onder de leiding van Huguette Grémy-Chauliac. Hij was daarbij autodidact wat betreft musicologie en bouwen van klavecimbels. In 1967 volgde hij de lessen voor orgel in de Academie van Saint-Maximin-la-Sainte-Baume, in de klas van Michel Chapuis.
Een eerste keer nam hij in 1968 deel aan het klavecimbelconcours in Brugge, zonder groot succes: hij kreeg een 'attest'. In 1969 volgde hij de lessen aan de Conservatoire national supérieur de musique et de danse de Paris. In 1971 nam hij opnieuw deel aan de klavecimbelwedstrijd in Brugge en kaapte er de eerste prijs weg, uitzonderlijke prestatie voor een twintigjarige en wat slechts weinigen hem nadeden. Het zou duren tot in 1983 vooraleer in Brugge opnieuw een eerste prijs voor klavecimbel werd toegekend. In 1972 volgde Ross lessen bij Kenneth Gilbert aan het Koninklijk Conservatorium Antwerpen. In 1973 werd hij docent aan de École de Musique van de Universiteit van Laval in Quebec, en bleef er onderwijs geven tot in 1986. Hij maakte in 1980 en 1986 deel uit van de jury van het internationale klavecimbelconcours in Brugge.
Daarnaast begon hij aan een internationale carrière van concerten en platenopnamen. Een van zijn uitzonderlijke realisaties was de opname in 1985 van de 555 sonates van Domenico Scarlatti. Hij voerde in dezelfde periode deze sonates ook uit voor France Musique, en liet er zelfs een 556ste sonate horen, van zijn hand, in de stijl en geest van Scarlatti. Niemand merkte het op..
Voor zijn verblijfsperiodes in Frankrijk vestigde hij zich in Assas (Hérault), vlak bij het kasteel waar een prachtig Frans klavecimbel staat uit het midden van de 18e eeuw, met twee klavieren en vier registers. Ross maakte veel opnamen op dit klavecimbel, onder meer in de zomers van 1977 en 1978 die hij wijdde aan de opname van het volledige oeuvre voor klavecimbel van François Couperin.
In de elegante wereld van de oude muziek ging hij door voor een atypische artiest, het podium opstormende in leren jekker of kleurrijke shirt en met strakke jeansbroek, westernlaarzen en excentriek brilletje. Waar hij ook kwam moest onderdak gevonden worden voor zijn poes. Hij wordt echter aanzien als een van de vooraanstaande klavecinisten van zijn tijd. Zijn uitvoering van de Goldbergvariaties werd geprezen als evenwaardig aan die van Gustav Leonhardt.
Ross bleef ook piano spelen. Hij had een voorkeur voor de muziek van Frederic Chopin, Claude Debussy, Maurice Ravel en Franz Schubert. Als hobby was Ross een gepassioneerd verzamelaar van orchideeën, mineralen en paddenstoelen.
Hij ondervond de eerste symptomen van ziekte in 1984. In de zomer van 1989 overleed hij op 38-jarige leeftijd aan aids.

## Discografie
- 1973 - Monsieur Bach - Scott Ross au clavecin (Stil "Discothèque"). Een recital J.S Bach (4de partita en delen van Das Musikaliches Opfer) in 1971 (bij Stil). Dit was de allereerste opname van Scott Ross.
- 1975 - Jean-Philippe Rameau - Integrale van de werken voor klavecimbel. (Stil "Discothèque"). Ross voerde dit uit op het klavecimbel van de château d'Assas.
- 1977 - Domenico Scarlatti - 30 Essercizi per gravicembalo: integrale van de 30 sonates voor klavecimbel uit 1738-1739, [K. 1 à 30] (Stil "Discothèque")
- 1978 - François Couperin - Clavecin 1: premier et second livres (Stil "Discothèque")
- 1978 - François Couperin - Clavecin 2: troisième et quatrième livres (Stil "Discothèque"). Het volledige oeuvre van Couperin werd opgenomen op het klavecimbel van de château d'Assas.
- 1984 - Johann Sebastian Bach: Brandenburg concertos (CBC Records)
- 1984 - Georg Friedrich Haendel - 8 Suites voor klavecimbel (Erato). Integrale van de 8 suites uit 1720.
- 1985 - François Couperin - Intégrale van zijn werken voor orgel (Stil "Discothèque"). De twee Missen voor orgel van François Couperin op het orgel Pascal Quoirin in Saint-Rémy-de-Provence.
- 1987 - Jean-Henry d'Anglebert - Pièces de clavecin. Deuxième partie (Stil "Discothèque"). In 1987 nam hij het werk voor orgel en klavecimbel van Jean-Henri d'Anglebert op (bij Erato).
- 1988 - Domenico Scarlatti: L'oeuvre complète pour clavier (Erato). De 555 sonates voor klavecimbel van Domenico Scarlatti, opgenomen van juni 1984 tot september 1985, in de kapel van het kasteel van Assas (Hérault) en in de studio's van Radio France.
- 1988 - Johann Sebastian Bach: Goldberg Variaties BWV 988 (Angel). Ross nam tweemaal de Goldbergvariaties op (bij Erato en bij Virgin), alsook de zes Partitas BWV 825-830 (bij Erato).
- 1988 - Domenico Scarlatti: L'oeuvre pour clavier, Volume I – IX (Erato)
- 1988 - Domenico Scarlatti: Anthologie - 56 sonatas (Erato)
- 1989 - Domenico Scarlatti: Les plus belles sonates - Best Sonatas (Erato)
  - Postume publicaties
- 1989 - Hommage à Scott Ross (Erato)
- 1989 - J. S. Bach: 6 Partitas (Erato)
- 1989 - Johann-Sebastian Bach - Italienisches Konzert BWV 971, Ouverture à la française BWV 831, Chromatische Fantasie und Fuge BWV 903, Partita & 4 Duette BWV 802-805 (Erato).
- 1990 - Antonio Soler: Fandango & Sonates (Erato). Het Fandango en de sonates van Padre Antonio Soler (bij Erato).
- 1990 - Jean-Henry d'Anglebert - Pièces pour clavier (Erato)
- 1990 - Girolamo Frescobaldi: Toccatas & danses (Angel). In maart 1989 realiseerde hij een recital Frescobaldi: het werd zijn laatste opname (bij EMI).
- 1991 - Scott Ross, clavecin: Les Maîtres de la Musique - L'Image de la Musique (GB Arts)
- 1991 - Une leçon particulière de musique avec... Scott Ross - Pourquoi des "leçons particulières"?
- 1993 - The Art of Scott Ross (CBC Records) Twee platen met opnamen klavecimbel en orgel voor Radio Canada, getiteld "The Art of Scott Ross".
- 1994 - Scott Ross - À l'orgue - Renaissance des orgues de France (INA Mémoire Vive). Een opname uit 1975.
- 1995 - The Art of Scott Ross (Vol. II) Orgue/Organ (CBC Records)
- 1997 - Bach: Goldberg-Variationen (Fonovox)
- 2002 - J.S. Bach: Das Wohltemperierte Klavier (Pelléas CD). De twee boeken van het Wohl Temperiertes Klavierbuch (opname door Radio Canada in 1980).
- Er zijn sindsdien nog heel wat heruitgaven en hommage-uitgaven verschenen.